# Immunoperoxidase
Immunoperoxidase is een manier van immunokleuring dat gebruikt wordt in de moleculaire biologie, medisch onderzoek en klinische diagnostiek (bijvoorbeeld kankerdiagnose). Immunoperoxidasereacties zijn een subklasse van immuunhistochemische of immunocytochemische procedures waarmee de antilichamen zichtbaar worden gemaakt met een peroxidase-gekatalyseerde reactie.
Immuunhistochemie en immuuncytochemie zijn methodes die gebruikt worden om te bepalen in welke cellen of in welke delen van cellen een bepaald proteïne of ander macromolecule aanwezig is. Deze kleuring gebruikt antilichamen die specifiek binden op bepaalde antigenen die meestal eiwitten of glycoproteïnes zijn. De antilichamen zijn normaal gezien onzichtbaar, zodat speciale technieken worden gebruikt om de gebonden antilichamen op te sporen. Bij de immunoperoxidasetechniek wordt het enzym, genaamd peroxidase, gebruikt om een chemische reactie te katalyseren, waardoor er een gekleurd product ontstaat.
Eenvoudig voorgesteld, wordt er een dun plakje weefsel op een glaasje geplaatst en geïncubeerd met een antilichaam of een serie antilichamen, waarvan de laatste is gebonden aan het peroxidase enzym. Daar wordt het chemisch substraat peroxide in combinatie met het kleurvormend 3,3'-diaminobenzidine (DAB) aan toegevoegd, zodat er een bruine kleur ontwikkelt op de plaatsen waar het antilichaam met het daaraan gebonden peroxidase zich bevindt. Nadat de kleur zich heeft ontwikkeld, kan de verdeling van de kleur onderzocht worden met een lichtmicroscoop.

## Types van antilichamen
Vroeger waren alle antilichamen die gebruikt werden voor immunokleuring polykonale antilichamen, dat wil zeggen dat ze normaal gevormd zijn in dieren,   zoals paarden en konijnen. Tegenwoordig wordt meer gebruikgemaakt van monoklonale antilichamen, dat wil zeggen dat ze gekweekt zijn in een weefselcultuur. Monoklonale antilichamen die bestaan uit één type antilichamen hebben een grotere antigeenspecificiteit en zijn ook meer gelijkmatig tussen verschillende partijen.

## Methodes voor immunoperoxidasekleuring
De eerste stap in immunoperoxidasekleuring is het binden van het specifieke (primaire) antilichaam aan de cel of het weefsel. Het eerste antilichaam kan dan aangetoond worden met de directe (voorbeeld 1) of de indirecte (voorbeeld 2 & 3) methode.
Voorbeeld 1. Het primaire antilichaam kan direct gelabeld worden met het peroxidase dat dan gebruikt wordt om een chemische reactie te katalyseren en een gekleurd product te vormen.
Voorbeeld 2. Het primaire antilichaam kan gelabeld worden met een kleine molecule, dat weer op zijn beurt met grote affiniteit herkend wordt door een molecule met daaraan peroxidase gebonden (peroxidase-geconjugeerd molecule). Het meest gebruikte voorbeeld hiervan is een primair antilichaam met biotine daar aan gebonden. Dit complex kan binden aan enzymgebonden streptavidine. Met deze methode wordt het signaal versterkt.
Voorbeeld 3. Een ongelabeld primair antilichaam wordt opgespoord met een secundair antilichaam dat alle antilichamen van een bepaalde diersoort (de soort die het primaire antilichaam vormde) herkent. Het secundaire antilichaam wordt dan gelabeld met het enzym peroxidase.
Het resultaat van de kleuring hangt af van een aantal factoren waaronder de verdunning van de antilichamen, de kleurstoffen, de behandeling en fixatie van de cellen/weefsels en de duur van incubatie met de antilichamen en kleurstoffen. Deze factoren worden vaak bepaald aan de hand van trial-and-error.

## Alternatieven van peroxidasekleuring
Voor zowel directe als indirecte kleuring kunnen ook andere katalytische enzymen gebruikt worden, zoals alkalisch fosfatase. Daarnaast kan het primair antilichaam ook gebonden worden aan een fluorescenderende stof (immunofluorescentie) of gebonden aan goudpartikels voor elektronenmicroscopie.

## Toepassingen van immunoperoxidasekleuring
Immunoperoxidasekleuring wordt gebruikt om een klinische diagnose te stellen en in laboratoriumonderzoek.
Voor het stellen van een klinische diagnose kan immunoperoxidasekleuring gebruikt worden op weefsel in de histopathologie. Zo  kan het gebruikt worden om een tumor te classificeren. Daarnaast kan het ook gebruikt worden om een huidaandoening en glomerulonefritis te diagnosticeren en voor subclassificatie van amyloid. Gerelateerde technieken kunnen ook gebruikt worden voor de subtypering van lymfocyten die veel op elkaar lijken onder een lichtmicroscoop.
Bij laboratoriumonderzoek worden antilichamen tegen specifieke markers van celdifferentiatie gebruikt om individuele cellen te labelen. Hierdoor kan meer begrip worden verkregen van de mechanische veranderingen in specifieke cellijnen als gevolg van een experimentele beïnvloeding.